# Eugène Manuel
Eugène Manuel (Parigi, 13 luglio 1823 – Parigi, 1º  giugno 1901) è stato un poeta e scrittore francese.

## Biografia
Figlio di un medico ebreo, ha studiato presso l'École normale supérieure, e insegnò retorica per alcuni anni nelle scuole provinciali e poi a Parigi. Nel 1870 entrò nel dipartimento di pubblica Istruzione, e nel 1878 divenne ispettore generale.

## Pubblicazioni principali
- La France (4 vol. 1854-1858)
- Pages intimes (1866)
- Les Ouvriers (1870)
- Pendant la guerre (1871)
- L’Absent (1873)
- Poèmes populaires (1874)
- Poésies du foyer et de l'école (1888)
- En voyage : poésies, récits et souvenirs (1892)
- Lettre à son épouse (1893)
- Poésies complètes (2 vol. 1899)
- Poésies choisies (1907)
- Lettres de jeunesse (1909)